# Michael Nali
Michael Buku Nali, né en 1961, est un homme d'affaires et homme politique papou-néo-guinéen. Ministre dans les gouvernements successifs de six Premiers ministres, il est soupçonné à plusieurs reprises d'enrichissement personnel par le biais de ses fonctions et de ses relations politiques, mais sa condamnation en 2004 pour détournement de fonds publics est cassée pour vice de procédure.

## Biographie

### Débuts et vice-Premier ministre
Né vers la fin de l'époque coloniale australienne, il n'est scolarisé qu'à partir de l'âge de 10 ans. Après neuf ans d'école, il suit une formation d'un an au Collège technique de Goroka, puis une autre au Collège technique de Port-Moresby. De 1982 à 1990 il est employé par l'entreprise d'extraction de cuivre Ok Tedi Mining Ltd, avant de travailler à son propre compte. 
Il entre au Parlement national en 1992 comme député de Mendi. De juillet 1995 à juillet 1997 il est le ministre de la Culture, du Tourisme et de l'Aviation civile dans le gouvernement de Julius Chan. Réélu député en 1997, il est fait ministre du Commerce extérieur et du Tourisme dans le gouvernement de Bill Skate. Élu chef du Parti progressiste populaire (PPP), il est nommé vice-Premier ministre en décembre 1997, conjointement à la fonction de ministre des Industries et du Commerce extérieur. Il perd ses postes au gouvernement en octobre 1998 lorsque le PPP est exclu de la coalition au pouvoir, mais redevient ministre des Industries et du Commerce extérieur de juillet 1999 à novembre 2000 dans le gouvernement de Mekere Morauta. 
Il entame son troisième mandat de député en 2002. Bien que remplacé comme chef de son parti par Allan Marat, il est nommé ministre des Terres dans le gouvernement de Sir Michael Somare en août 2003. Il est contraint de démissionner du gouvernement fin octobre, accusé d'avoir incité une émeute en 1999. Il comparaît devant un tribunal, qui le reconnaît coupable d'avoir interrompu le décompte de bulletins de vote lors d'une élection partielle en 1999 en se déshabillant publiquement, et d'avoir tenté de fomenter une émeute. Il est condamné à une amende de 3 000 kina, et le juge révèle avoir subi des menaces lui intimant de ne pas condamner l'accusé,. Il est également inculpé de sept accusations de détournement de fonds publics, et reconnu coupable en avril 2004 d'avoir empoché à son usage personnel 510 000 kina alloués à des travaux publics de développement d'infrastructures rurales. Il est alors exclu du Parlement. En mars 2006, la Cour nationale casse le jugement, non sur le fond mais pour vice de forme, et Michael Nadi retrouve son siège de député. Il est nommé ministre du Commerce et des Industries dans le gouvernement Somare en janvier 2007, mais perd son siège de député aux élections législatives en juillet 2007,,. En 2008 il est fait commandeur de l'ordre de l'Empire britannique à la demande de Michael Somare.

### Activités commerciales et financières
De 2007 à 2017 il se concentre sur sa carrière d'homme d'affaires et développe ses entreprises, tout en se présentant sans succès aux élections législatives en juillet 2012. Il est le seul propriétaire de cinq entreprises privées, dont une entreprise de location de chauffeurs, une entreprise de location d'ouvriers du bâtiment, un motel, et une entreprise de consultants. Il est également copropriétaire d'une société de services financiers dont Peter O'Neill, Premier ministre de 2011 à 2019, est aussi copropriétaire. Durant les années 2010, les entreprises de Michael Nali bénéficient de contrats publics, accordés par le gouvernement national et par le gouvernement provincial des Hautes-Terres méridionales du gouverneur William Powi pour la construction de divers bâtiments et de routes, ainsi que pour la location de véhicules, pour un total d'au moins 75 000 000 kina (17,6 M d'euros),.
En 2014 il crée une nouvelle entreprise, Nation Building Construction Ltd, société du bâtiment dont il est propriétaire à 51 %, les 49 % restants revenant à l'entreprise chinoise China Railway Construction Engineering (PNG) Limited, subsidiaire de l'entreprise chinoise de travaux publics China Railway Engineering Corporation. Cette nouvelle entreprise bénéficie de contrats octroyés par le gouvernement de Papouasie-Nouvelle-Guinée de Peter O'Neill pour une valeur de 47 000 000 kina.

### Retour en politique en 2017
Michael Nali retrouve un siège au Parlement aux élections de 2017, se présentant comme candidat sans étiquette puis rejoignant après son élection le parti Congrès national populaire, le parti de Peter O'Neill, qui a remporté le scrutin. Michael Nali est alors nommé ministre des Travaux publics. En cette qualité, il signe en novembre 2017 un contrat accordant à la China Railway Engineering Corporation un contrat public d'une valeur de plus de 14 000 000 000 kina (3,3 milliards d'euros) pour des projets d'infrastructures publiques, notamment le développement du réseau routier de la Papouasie-Nouvelle-Guinée,. En 2018, à la demande de Peter O'Neill, il est fait compagnon de l'ordre de Saint-Michel et Saint-Georges « pour services rendus au commerce, à la politique et à la communauté ».
En mai 2019, il quitte le gouvernement O'Neill et aide l'opposition parlementaire à former une majorité alternative qui renverse le gouvernement par une motion de censure. Il est alors maintenu à son poste de ministre des Travaux publics dans le nouveau gouvernement que forme James Marape. En juin 2020, le Premier ministre Marape exclut de son gouvernement tous les ministres membres du parti Congrès national populaire, à la seule exception de Michael Nali, qu'il maintient en poste avec notamment la charge de superviser les travaux de développement de la grande route des Hautes-Terres, l'axe principal du réseau routier de Papouasie-Nouvelle-Guinée,.
Il est battu dans sa circonscription aux élections législatives de 2022, auxquelles il se présentait sans étiquette, et perd donc son ministère
.